# Acide glutamique
Pour les articles homonymes, voir Glu (homonymie).
L'acide glutamique (abréviations IUPAC-IUBMB : Glu et E), ou glutamate sous la forme anionique de l'acide glutamique, est un acide α-aminé dont l'énantiomère L est l'un des 22 acides aminés protéinogènes, encodé sur les ARN messagers par les codons GAA et GAG. Il est caractérisé par la présence d'un groupe carboxyle –COOH à l'extrémité de sa chaîne latérale, ce qui en fait un résidu acide chargé négativement dans les protéines. Son rayon de van der Waals vaut 2,109 Å. Il n'est pas essentiel pour l'être humain, mais peut dans certains cas être produit en quantité insuffisante par l'organisme, nécessitant alors un complément alimentaire.
L'acide glutamique joue un rôle critique pour sa propre fonction cellulaire, mais n'est pas considéré comme un nutriment essentiel chez les humains car le corps peut le fabriquer à partir de composés plus simples, comme par transamination de l'α-cétoglutarate, produit intermédiaire de l'oxydation des sucres simples dans la mitochondrie (cycle de Krebs).
Le glutamate, forme ionisée de l'acide glutamique, est le neurotransmetteur excitateur le plus important du système nerveux central. Son action est contrebalancée par les effets inhibiteurs de l'acide γ-aminobutyrique dont il est d'ailleurs le précurseur principal.
Utilisé comme exhausteur de goût car responsable du goût umami sous sa forme de sel de sodium (glutamate monosodique ou monosodium glutamate), il n'est généralement pas considéré comme toxique. En effet, il ne passe pas la barrière hémato-encéphalique car il est trop hydrophile,. Le glutamate à forte concentration et en usage chronique présente une toxicité bien documentée, malgré des résultats contrastés. Son usage chronique est accusé de provoquer des effets neurotoxiques, et des dommages rénaux à concentration excessive, sans que ces éléments ne soient parfaitement éclaircis.
Lorsque l'équilibre est rompu et que la concentration en glutamate atteint un niveau excessif dans la fente synaptique, ou encore lorsqu'il demeure trop longtemps dans cette fente synaptique, il peut hyperstimuler les neurones et provoquer leur mort.

## Neurotransmetteur
L'acide glutamique n'est pas seulement l'une des briques élémentaires utilisées pour la biosynthèse des protéines, c'est aussi le neurotransmetteur excitateur le plus répandu dans le système nerveux central (encéphale + moelle épinière) et un précurseur du GABA dans les neurones GABAergiques. Il serait le médiateur de près de 50 % des neurones centraux. C'est le neurotransmetteur excitateur principal des neurones pyramidaux, neurones de projection trouvés dans les connexions corticostriatales et corticothalamiques.
Le glutamate active les récepteurs ionotropes AMPA, NMDA et kaïnate KAR, ainsi que les récepteurs métabotropes. L'acide glutamique lui-même ne franchit que mal la barrière hémato-encéphalique, à moins d'avoir été transformé en L-glutamine utilisable par le cerveau comme carburant cellulaire et pour la synthèse protéique, ou pour la constitution des stocks présynaptiques de glutamate.
Le glutamate est formé dans les mitochondries des neurones suivant deux voies : soit par une transamination de l'alpha-cétoglutarate (un métabolite du cycle de Krebs mitochondrial), soit par une désamination oxydative de la glutamine par l'enzyme glutaminase. Il est ensuite stocké dans les vésicules des neurones glutaminergiques.
Lorsqu'un potentiel d'action arrive à l'extrémité de l'axone, les vésicules déversent par exocytose, leur glutamate dans la fente synaptique.
Le glutamate se lie alors à divers récepteurs post-synaptiques. Les récepteurs-canaux, NMDA, AMPA et KAR (ou récepteurs ionotropes) laissent entrer des cations (Na+, K+, Ca2+). L'entrée de charges positives active les canaux sodiques voltage-dépendants qui déclenchent la décharge d'un potentiel d'action.
Les récepteurs couplés aux protéines G, mglu1 à mglu8 (ou récepteurs métabotropes) activent indirectement des canaux ioniques par l'intermédiaire d'une cascade de réactions impliquant les protéines G. L'intervention de ces nombreux intermédiaires ralentit le traitement de l'information mais permet des activations multiples.
Dans la fente synaptique, le glutamate n'est pas métabolisé. Les molécules qui ne sont pas captées par les récepteurs post-synaptiques sont alors principalement captées par les cellules gliales voisines et métabolisées en glutamine :
Glutamate + ATP + NH3 → Glutamine + ADP + phosphate
|  |  |

La glutamine est ensuite exportée dans le milieu extracellulaire où elle sera captée par les neurones glutaminergiques. Ce recyclage bicellulaire est nommé cycle glutamate-glutamine.

## Les récepteurs ionotropes du glutamate, NMDA, AMPA, KAR
Ces récepteurs-canaux sont constitués de l'association de sous-unités différentes, sous forme généralement de tétramères. Ces sous-unités sont des protéines transmembranaires codées par des gènes donnés dans le tableau ci-dessous. Cette diversité serait encore augmentée par l'épissage alternatif de plusieurs sous-unités,.
| Famille de récepteurs | Sous-unité | Gène   | Chromosome (humain) |
| --------------------- | ---------- | ------ | ------------------- |
| NMDA                  | NR1        | GRIN1  | 9q34.3              |
| NMDA                  | NR2A       | GRIN2A | 16p13.2             |
| NMDA                  | NR2B       | GRIN2B | 12p12               |
| NMDA                  | NR2C       | GRIN2C | 17q24-q25           |
| NMDA                  | NR2D       | GRIN2D | 19q13.1qter         |
| NMDA                  | NR3A       | GRIN3A | 9q31.1              |
| NMDA                  | NR3B       | GRIN3B | 19p13.3             |
| AMPA                  | GluR1      | GRIA1  | 5q33                |
| AMPA                  | GluR2      | GRIA2  | 4q32-33             |
| AMPA                  | GluR3      | GRIA3  | Xq25-26             |
| AMPA                  | GluR4      | GRIA4  | 11q22-23            |
| KAR                   | GluR5      | GRIK1  | 21q21.1-22.1        |
| KAR                   | GluR6      | GRIK2  | 6q16.3-q21          |
| KAR                   | GluR7      | GRIK3  | 1p34-p33            |
| KAR                   | KA-1       | GRIK4  | 11q22.3             |
| KAR                   | KA-2       | GRIK5  | 19q13.2             |

- Récepteur NMDA

Les sous-unités des récepteurs ionotropes du glutamate comportent toutes une extrémité C-terminale intracellulaire et 3 hélices transmembranaires.
|  |  |

Les récepteurs NMDA sont des tétramères, formés de deux sous-unités NR1 et de deux sous-unités NR2 (NR2A, NR2B, NR2C ou NR2D). Les sous-unités NR1 sont obligatoires, tandis que les sous-unités NR2 spécifient les propriétés électrophysiologiques des récepteurs NMDA, telles leur sensibilité au glutamate, leur perméabilité au calcium, l'inhibition du magnésium. Les sous-unités NR3 A et B ont un effet inhibiteur sur l'activité des récepteurs.
Le L-glutamate se fixe à l'extrémité N-terminale des sous-unités NR2A et NR2B du récepteur NMDA. Pour l'activer, la glycine doit aussi se fixer sur NR1. C'est un coagoniste du glutamate. La fixation du glutamate sur le domaine extracellulaire entraîne un changement de conformation des sous-unités et l'ouverture du pore de façon progressive.
Plusieurs molécules sont aussi susceptibles de moduler l'activité des récepteurs NMDA. C'est le cas des ions magnésium Mg2+ qui se fixent sur des sites situés dans le canal ionique et les obstruent. La dépolarisation membranaire, induite par l'activation des récepteurs AMPA, permet de déloger ces ions et de lever le blocage.
Les récepteurs NMDA sont largement répandus dans tout le système nerveux, généralement colocalisés avec les récepteurs AMPA. Ils sont très nombreux dans le cerveau antérieur avec une densité élevée dans la région CA1 de l'hippocampe.
La stimulation des récepteurs post-synaptiques génère des potentiels post-synaptiques excitateurs. Elle s'accompagne d'entrée de calcium entraînant la stimulation de la protéine kinase activée par le couple calcium-calmoduline, CAM-kinase 2, impliquée dans le phénomène de potentialisation à long terme (LTP long term potentialisation). Ce phénomène de LTP est à la base des processus d'apprentissage et de mémorisation.
L'entrée excessive de calcium par hyperstimulation des récepteurs NMDA peut induire une mort neuronale par apoptose qui serait impliquée dans la neurodégénérescence observée dans la maladie de Parkinson, la maladie d'Alzheimer et les accidents ischémiques cérébraux.
- Récepteur AMPA

L'activation des récepteurs AMPA déclenche l'ouverture d'un canal perméable au potassium et au sodium. Ainsi, le potassium sortira de la cellule alors que le sodium y entrera. Dans certains cas, il y a en plus une entrée de calcium, cela dépendant de la structure de l'AMPA (plus particulièrement de la présence ou non d'une sous-unité GluR2 éditée). Ainsi, il permettra la dépolarisation de la membrane du neurone cible du glutamate.
- Récepteur kaïnate

Les récepteurs kaïnate KAR sont en général présynaptiques et situés sur des synapses glutamatergiques ou gabaergiques. On en trouve principalement dans l'hippocampe et dans les couches infragranuleuses du cortex cérébral. Les récepteurs KAR présynaptiques sont inhibiteurs par activation des protéines G trimériques Gi et Gq qui diminuent l'exocytose du glutamate ou du GABA. Il existe aussi des récepteurs KAR postsynaptiques excitateurs.

## Les récepteurs métabotropes, mglu
Les récepteurs métabotropes du glutamate se présentent sous la forme d'homodimères reliés par des ponts disulfures.
Ces récepteurs mglu sont localisés sur les neurones du système nerveux central et sur les cellules gliales.
Les récepteurs mglu1 et mglu5 postsynaptiques participent au phénomène de potentialisation à long terme. Les mglu1 sont abondants dans l'hippocampe et le thalamus. Les mglu5 se trouvent dans le cortex, le striatum ventral et des parties de l'hippocampe, de l'amygdale cérébrale et du thalamus. Ces deux récepteurs sont couplés aux protéines Gq et aux phospholipases C, ces dernières catalysant la formation du diacylglycérol (DAG) et de l'inositol trisphosphate (IP3). Le DAG est un activateur de la protéine kinase C. L'IP3, lui, se lie à son récepteur situé sur le réticulum endoplasmique et permet la libération de calcium du réticulum vers le cytoplasme.
Le récepteur mglu6 lui aussi présent au niveau postsynaptique, produit une dépolarisation lente.
Les récepteurs mglu2, 3, 4, 7, et 8 sont présynaptiques et provoquent une diminution de libération du glutamate.

## Rôles
Le glutamate est soupçonné de jouer un rôle dans les fonctions cérébrales d'apprentissage et de mémorisation. Il est en effet un neurotransmetteur d'importance majeure. Un déséquilibre de son fonctionnement, essentiellement dans le cadre d'intoxications (kétamine, LSD), est susceptible d'entraîner des effets pathologiques comme ceux rencontrés dans la sclérose latérale amyotrophique, la maladie d'Alzheimer, le lathyrisme.
Le psychotrope phencyclidine (plus connu sous le nom de PCP ou poudre d'ange) est un inhibiteur non compétitif du glutamate pour le récepteur NMDA par stabilisation des canaux ioniques de ces récepteurs dans l'état ouvert. Il provoque un comportement semblable à la schizophrénie. D'autre part, des doses de kétamine, un antagoniste des récepteurs NMDA, inférieures à celles utilisées en anesthésiologie entraînent des effets dissociatifs et des hallucinations.
L'action des glutamates se révèle très difficile à étudier de par sa nature éphémère. Une équipe de l'université Stanford a développé un nanodétecteur protéique pour observer par fluorescence/luminescence la sortie neuronale du glutamate.
Ce détecteur, une protéine, possède une paire de lobes articulés autour d'une charnière, comme le piège de la plante carnivore Dionée attrape-mouche. Quand le glutamate se lie aux protéines, les lobes se referment. Deux protéines fluorescentes, extraites d'une méduse, sont fixées au détecteur. L'une d'entre elles émet une luminescence bleue qui excite la seconde qui émet à son tour une luminescence jaune. Au moment où les lobes se referment sur le glutamate, la protéine bleue s'éloigne de la jaune diminuant l'intensité de la luminescence. Cette diminution signale que le glutamate est sorti du neurone. Ce détecteur ne peut, pour le moment, que se situer sur la surface de la cellule : il ne peut donc indiquer la présence de glutamate qu'à l'extérieur de la cellule.
On peut provoquer par ultraviolet la libération d'une forme spécifique de glutamate (glutamate en cage, « caged glutamate », après la stimulation UV, le glutamate est actif, « uncaged glutamate ») à un endroit choisi d'un ou de plusieurs neurones. Cette méthode de photostimulation s'est révélée très efficace pour cartographier les connexions interneuronales.
Le glutamate monosodique est utilisé dans le cadre d'expérience pour induire l'obésité de rats avec des objectifs expérimentaux tels que la détermination des mécanismes de l'obésité.

## Neurotoxicité
En concentrations excessives dans le cerveau le glutamate déclenche un processus dit d'excitotoxicité, délétère, voire mortel, pour les neurones, particulièrement en cas d'activation des récepteurs NMDA.
Sa toxicité peut être reliée à :
- un influx excessif et incontrôlé de Ca2+ dans la cellule, dépassant sa capacité de stockage. Il s'ensuit des altérations mitochondriales[14], conduisant à une libération de cytochrome p450, menant à l'apoptose ;
- une surexpression de facteurs de transcription de gènes pro-apoptotiques, ou une répression des facteurs anti-apoptotiques, médiée par le glutamate et le calcium.

Ces théories se fondent sur l'observation post-mortem de neurodégénération chez des patients épileptiques connus.

## Neurodiversité
Une étude suggère que le neurotransmetteur nommé acide γ-aminobutyrique ou GABA serait touché dans le cerveau des personnes avec autisme. Le déséquilibre avec les effets neurologiques de l'acide glutamique expliquerait notamment que celles sans déficit intellectuel (dans le syndrome d'Asperger) auraient une pensée plus focalisée sur de nombreux détails éloignés des sujets initiaux et davantage de difficultés à gérer ou supprimer les images visuelles.

## Accès d'épilepsie
Le glutamate a été impliqué dans les crises d'épilepsie, au vu de la dépolarisation foudroyante (une seconde) qu'il provoque in vitro par microinjection intraneuronale, laquelle dépolarisation reproduit le phénomène de shift de dépolarisation paroxystique observé sur EEG lors d'une crise in vivo.
Un mécanisme suggéré est la baisse du potentiel membranaire de repos au niveau du foyer épileptique, qui provoquerait l'ouverture de canaux voltage-dépendants, provoquant un influx de glutamate qui entretiendrait la dépolarisation.

## Glutamate libre naturellement présent dans les aliments
L'acide glutamique est un acide aminé très commun, présent dans de nombreuses protéines végétales et animales. C'est même l'acide aminé le plus abondant de l'alimentation humaine. Sa saveur spécifique n'est détectable que s'il est présent à l'état libre. Cette saveur, différente du sucré, du salé, de l'acide et de l'amer, a été reconnue pour la première fois en 1908, par le scientifique japonais Kikunae Ikeda, qui la nomma umami ("le goût de ce qui est bon").
En tant que composant des protéines, le glutamate reste sans saveur, mais il peut exprimer toute sa sapidité en étant libéré par hydrolyse des protéines lors des processus de fermentation, vieillissement, mûrissement ou cuisson des produits alimentaires.
L'acide glutamique libre est naturellement abondant dans des fromages comme le parmesan, la sauce soja ou les tomates. C'est lui qui joue un rôle essentiel dans la saveur des fromages, des crustacés et des bouillons de viande. Voici les principales mesures faites par Kumiko Ninomiya (1998) :
| Glutamate libre dans les aliments (d'après Ninomiya, 1998) |                        |                            |
| Classe                                                     | Produit alimentaire    | Glutamate libre (mg/100 g) |
| Fromages                                                   | Parmesan               | 1 680                      |
| Fromages                                                   | Emmental               | 308                        |
| Algues                                                     | Kelp                   | 1 608                      |
| Algues                                                     | Wakame (Undaria)       | 9                          |
| Sauce soja                                                 | chinoise               | 926                        |
| Sauce soja                                                 | japonaise              | 782                        |
| Sauce soja                                                 | coréenne               | 1 264                      |
| Végétaux                                                   | Tomate                 | 246                        |
| Végétaux                                                   | Petits pois            | 106                        |
| Végétaux                                                   | Chou                   | 50                         |
| Viandes                                                    | Bœuf                   | 10                         |
| Viandes                                                    | Poulet                 | 22                         |
| Crustacés                                                  | Coquille Saint-Jacques | 140                        |
| Crustacés                                                  | Crabe royal            | 72                         |

Dans certains aliments, le glutamate peut être très abondant sous sa forme liée et être libéré en partie lors de la préparation culinaire. Voici quelques mesures plus anciennes de Giacometti (1979) :
| Glutamate lié ou libre dans les aliments, en mg/100 g (d'après Giacometti, 1979) |                     |               |                 |
| Classe                                                                           | Produit alimentaire | Glutamate lié | Glutamate libre |
| Poisson                                                                          | Morue               | 2 101         | 9               |
| Poisson                                                                          | Saumon              | 2 216         | 36              |
| Végétaux                                                                         | Petits pois         | 5 583         | 200             |
| Végétaux                                                                         | Tomates             | 238           | 140             |
| Produits laitiers                                                                | Lait de vache       | 819           | 2               |
| Produits laitiers                                                                | Parmesan            | 9 847         | 1 200           |
| Viandes                                                                          | Poulet              | 3 309         | 44              |
| Viandes                                                                          | Bœuf                | 2 846         | 33              |

## Le glutamate, additif alimentaire
Sous le code de E620, le glutamate est utilisé comme exhausteur de goût des aliments. Il est additionné aux préparations alimentaires pour renforcer leur goût.
Outre le glutamate, le codex Alimentarius a reconnu aussi comme exhausteurs de goût ses sels de sodium (E621), de potassium (E622), calcium (E623), ammonium (E624) et magnésium (E625) :
| no   | Descriptif                 |
| ---- | -------------------------- |
| E620 | Acide glutamique           |
| E621 | Glutamate monosodique, GMS |
| E622 | Glutamate monopotassique   |
| E623 | Diglutamate de calcium     |
| E624 | Glutamate d'ammonium       |
| E625 | Diglutamate de magnésium   |

Le glutamate monosodique (GMS), sel sodique de l'acide glutamique, apporte une saveur semblable à celle de cet acide aminé avec l'avantage de contenir 3 fois moins de sodium que le sel de table.
Le glutamate (ou ses sels) est souvent présent dans les plats tout prêts (soupes, sauces, chips, plats cuisinés). Il est aussi couramment utilisé en cuisine asiatique.
Il est actuellement fréquemment utilisé en combinaison avec des arômes dans les apéritifs (goût bacon, goût fromage). Cela permet de rehausser le goût de bacon, du fromage, etc. Il est rare de trouver un apéritif qui n'en contienne pas. On en trouve aussi dans certaines capsules de médicaments, mais pas pour ses fonctions gustatives. Enfin, il est le composant majoritaire des auxiliaires de cuisine (bouillons cubes, fonds de sauces, sauces, etc.) courants dans la grande distribution, certains auxiliaires « bio » en contiennent beaucoup moins ou pas du tout.

### Amélioration du goût et régime diététique
Des études ont montré que l'addition de glutamate de sodium (GMS) augmentait la palatabilité des aliments et stimulait l'appétit (Belliste 1998, Yamaguchi et al. 2000). Cet effet est plus net chez les enfants et les adultes que chez les personnes âgées. En faisant goûter des aliments avec différentes concentrations de GMS, on observe que certains ne sont pas améliorés (comme les produits sucrés) et que les autres ont une concentration optimum préférée. Cette concentration optimum varie d'un individu à l'autre. D'après les études de F. Bellisle, la concentration préférée des Européens (qui se trouve dans la fourchette de 0,6 à 1,2 %), tend à être supérieure à celle des Asiatiques. En général, l'assaisonnement au glutamate convient bien aux produits salés et aigrelets. La dose à ajouter, recommandée par Jinap et Hajeb, est de 0,5 à 4 g pour 500 g de nourriture, soit très peu (de 0,1 à 0,8 %), car un excès gâche rapidement le goût.
L'addition de GMS à un aliment, en améliorant son goût, ne risque-t-elle pas d'induire une consommation excessive, pouvant éventuellement conduire à une prise de poids ? Cette hypothèse a été testée chez un groupe de personnes âgées (de 84 ans en moyenne) vivant dans des maisons spécialisées durant un an. L'addition de GMS à des aliments intéressants sur le plan nutritionnel (soupe, légumes, féculents) a induit une augmentation de leur consommation. Mais la taille totale de la prise alimentaire n'a pas varié, puisque l'accroissement de la consommation de produits assaisonnés au glutamate a été compensée par la diminution de la prise d'aliments servis plus tard, comme les desserts sucrés.
La même observation a été faite auprès de patients diabétiques hospitalisés. À nouveau, les patients consommaient spontanément plus de produits recommandés assaisonnés de glutamate et moins d'autres produits, ce qui ne changeait pas l'apport énergétique global des repas.
L'addition de GMS permet donc de réorienter les choix alimentaires.

### Le «syndrome du restaurant chinois»
Quelques cas d'intolérance au glutamate monosodique ont été rapportés, mais aucune recherche n'a permis d'établir un rapport entre glutamate monosodique et des intolérances d'une façon concluante.
De manière générale, le glutamate monosodique a longtemps été décrit comme responsable du « syndrome du restaurant chinois » du fait que la cuisine asiatique est très riche en glutamate. En cas de réaction, le premier symptôme est un flush (coloration rouge intense et passagère du visage, du cou et du torse). Peuvent apparaître aussi : yeux injectés de sang, céphalées, sensation de brûlures survenant au niveau du tronc et irradiant vers la périphérie, impression d'oppression thoracique, brûlures de la tête, bouffées de chaleur, nausées et vomissements, sensation d'étouffement, difficultés à respirer, tendance à faire des malaises, etc.
Cette affection survient un quart d'heure à une demi-heure après ingestion et peut durer jusqu'à deux heures. La puissance de cette réaction n'est pas forcément proportionnelle à la dose ingérée, quelques milligrammes suffisent. Son lien direct avec l'ingestion de glutamate n'est pas scientifiquement prouvé. À peu près une personne sur 5 000 serait sensible à son ingestion, mais curieusement une sur 50 000 dans les pays asiatiques.
Une étude randomisée, en double aveugle et contre placebo, menée en commun par quatre grandes universités américaines, publiée en 2000, et portant sur les effets potentiels de la consommation de glutamate n'a pas conclu à l'influence du glutamate sur le « syndrome du restaurant chinois ».
De nombreux aliments utilisés dans la cuisine occidentale sont naturellement riches en glutamate libre comme le parmesan (1 200 mg/100 g), le roquefort (1 280 mg/100 g), la tomate (140 mg/100 g), la pomme de terre (entre 30 et 100 mg/100 g), le pois (200 mg/100 g) ainsi que la plupart des fruits de mer. Ils ne sont pas connus comme pouvant déclencher les symptômes du syndrome du restaurant chinois. Un repas dans un restaurant chinois peut contenir de 10 à 1 500 mg de glutamate pour 100 g.